# Israel Shipyards

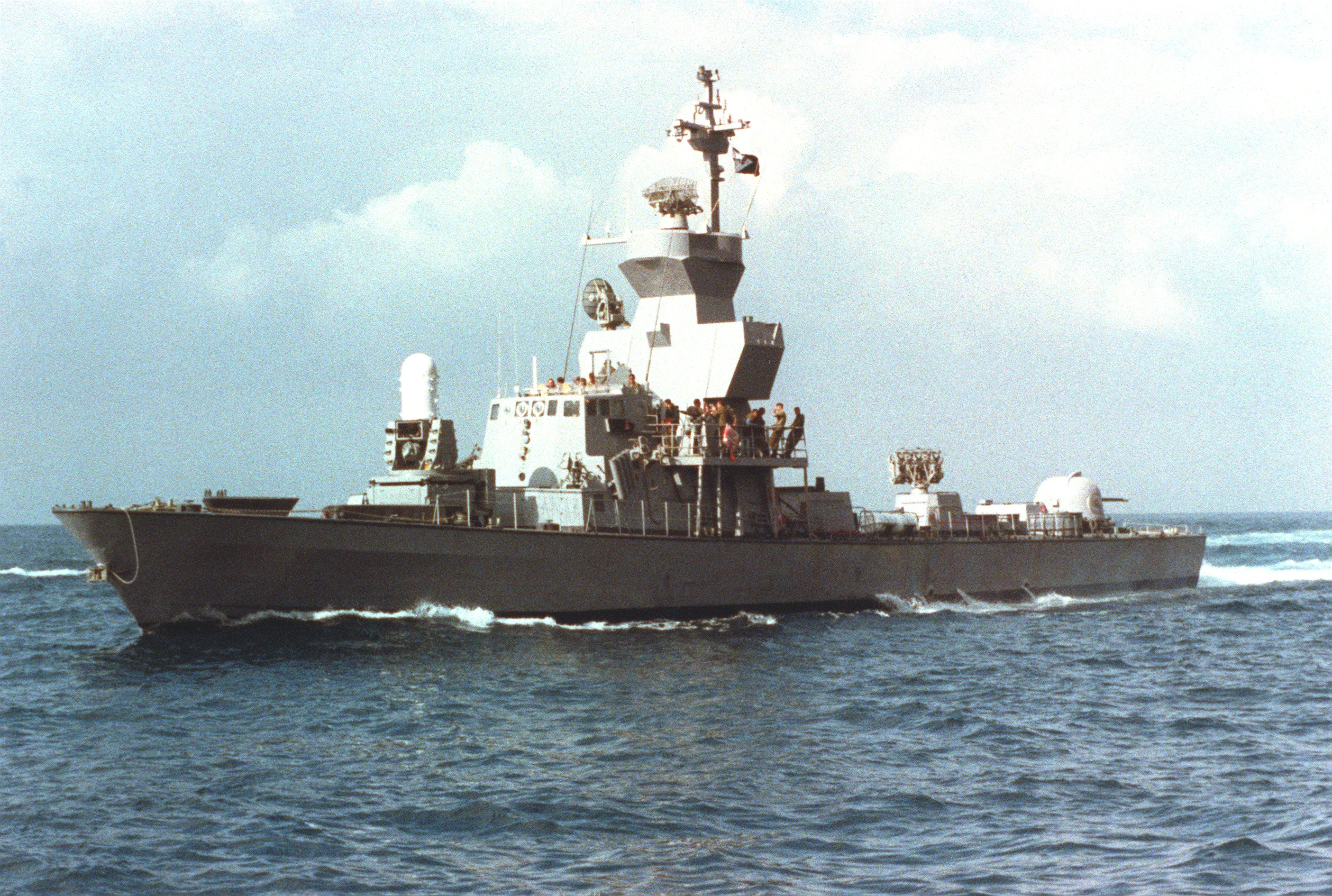

Israel Shipyards là một trong những xưởng đóng tàu lớn nhất và cơ sở sửa chữa tàu biển lớn ở đông Địa Trung Hải. Công ty cũng quản lý cảng đầu tiên và duy nhất thuộc sở hữu tư nhân ở Israel. Các cơ sở của công ty nằm gần cảng Haifa (một phần của phức hợp cảng Haifa) bao gồm một bến tàu nổi khô 20.000 tấn nâng cao năng lực và một cầu cảng dài 900 mét với 12 mét độ sâu nước.